# Pintor de Providence

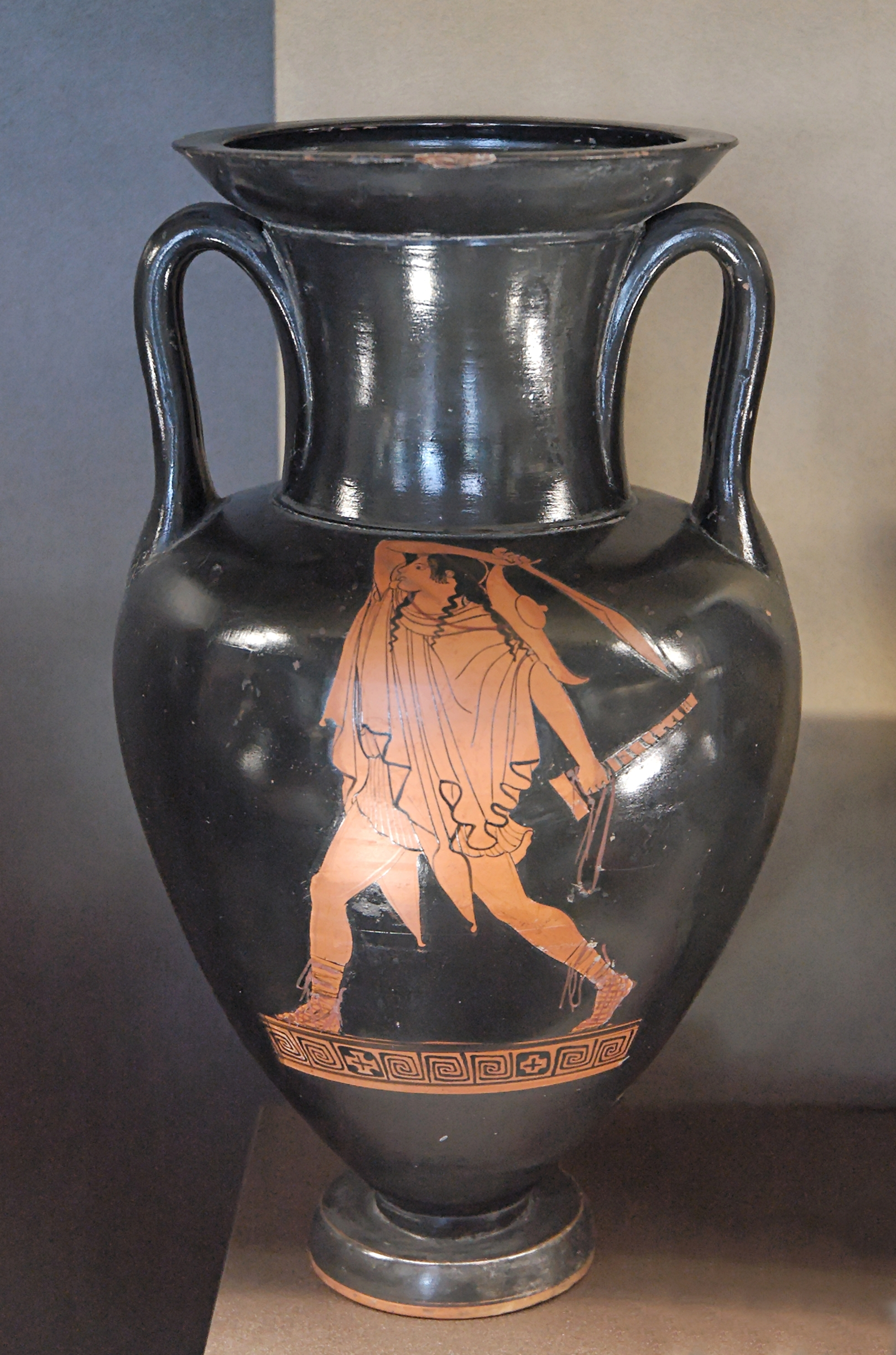
Un joven blandiendo una espada, ánfora de cuello, circa 470 a. C.

El Pintor de Providence es el nombre convenido dado a un pintor de cerámica ática de figuras rojas. Estuvo activo en Atenas alrededor del 475-450 a. C.
Se considera que  fue alumno del Pintor de Berlín. Su reputación es la de un artista cuidadoso en la transición del arte arcaico al clásico. Tuvo dificultades para desprenderse de los hábitos arcaicos. Por ejemplo, tendía a seguir fielmente las tradiciones arcaicas en la representación de detalles anatómicos o ropa. Las escenas narrativas cortas solo se conocen en algunos de sus vasos más grandes, como los estamnos e hidrias que representan grupos de deidades o eventos míticos. Sin embargo, normalmente pintaba vasos más pequeños, como ánforas de Nola o lécitos. Uno de sus motivos favoritos son las mujeres perseguidas. Por lo general, suele representar a las mujeres corriendo o apresurándose. También utiliza frecuentemente escenas de mujeres domésticas, como el tejido. Es a menudo aficionado a usar Atenea y Nike (mujer alada). Los detalles de sus pinturas, como ojos, pendientes, tobillos o ciertos ornamentos vegetales recuerdan al Pintor de Berlín. Varios de sus vasos llevan una inscripción kalós dedicada a Glaucón. El Pintor de Providence toma su nombre de una ánfora de cuello grande que representa a Apolo ubicada en la Escuela de Diseño de Rhode Island en Providence.
Aunque se centró en los lécitos, creó algunas ánforas, tal vez porque su maestro, el Pintor de Berlín, decoró una serie de ánforas en su período medio y durante esta fase el Pintor de Providence aprendió de él. El pintor de Berlín fue también el primer alfarero que popularizó el uso de la figura roja en vasijas más pequeñas, como el lekthoi, como lo ha hecho el pintor de Providence. El pintor Providencia también siguió a su maestro con el uso de su distintivo patrón de meandro simétrico. El Pintor Providencia reflejó muchos aspectos del Pintor de Berlín, sugiriendo que trabajó durante algún tiempo en el taller del pintor de Berlín. Pero, a diferencia de su maestro, usaba tierra blanca con dibujo de contorno en algunos de sus vasos más pequeños, una técnica popular de lécitos.   En algunos lécitos también utilizó la técnica de fondo blanco.
El pintor de Providence también puede ser comparado con Hermonacte, un pintor de figuras rojas de Atenas activo entre 470 y 440 a. C. Hermonacte también puede haber estado en el mismo taller que los pintores de Berlín y Providence, ya que muestra muchas similitudes. Hermonacte es visto como un artista menor, ya que sus técnicas no están tan bien ejecutadas. Por ejemplo, no dibuja el patrón del meandro tan bien como los pintores de Berlín y Providence.

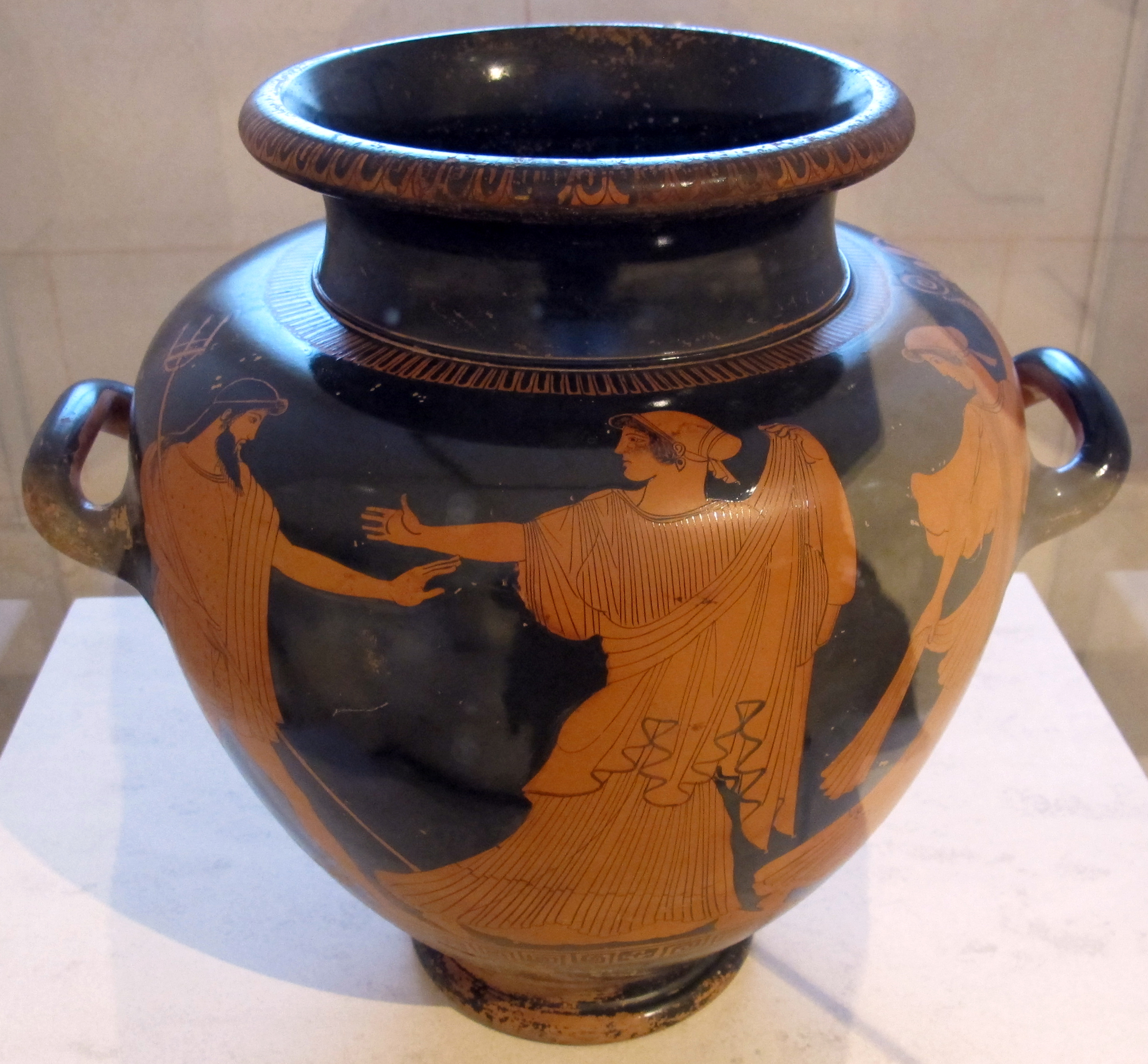
Estamno, c. 475–450 a. C.
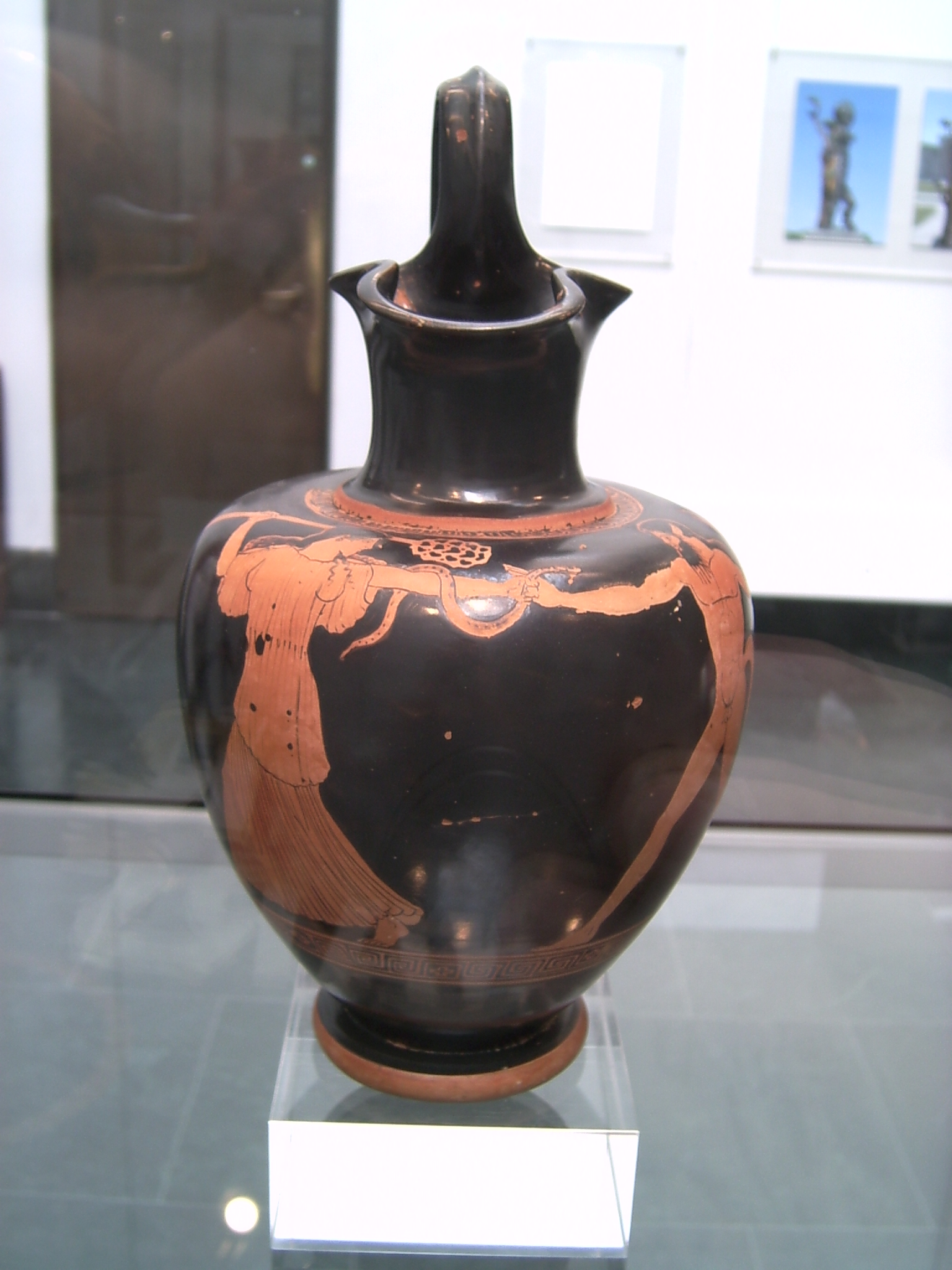
Enócoe, n. 475–450 a. C.
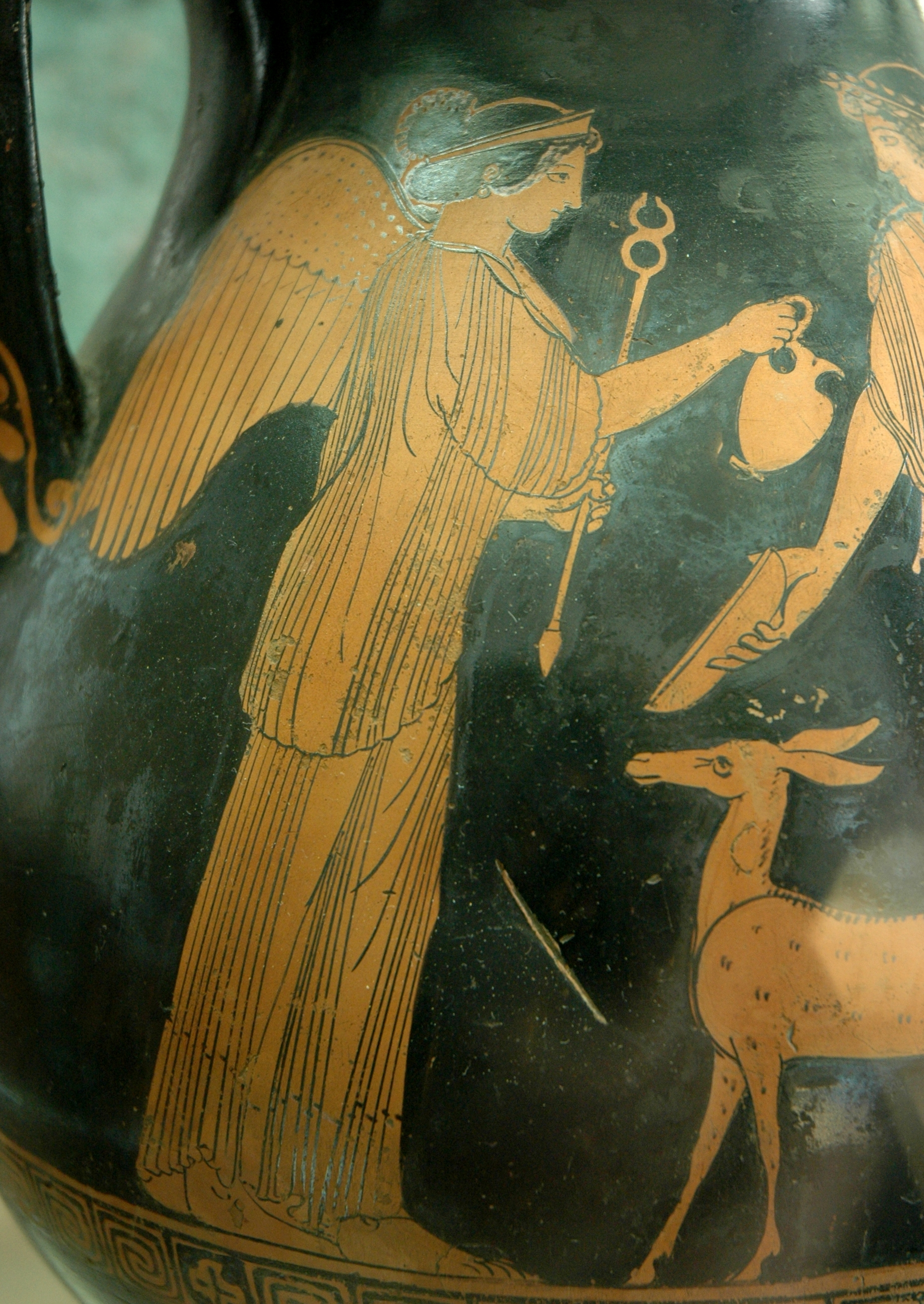
Diosa alada (¿Iris o Nike?). Detalle de un pélice, c. 450 a. C.
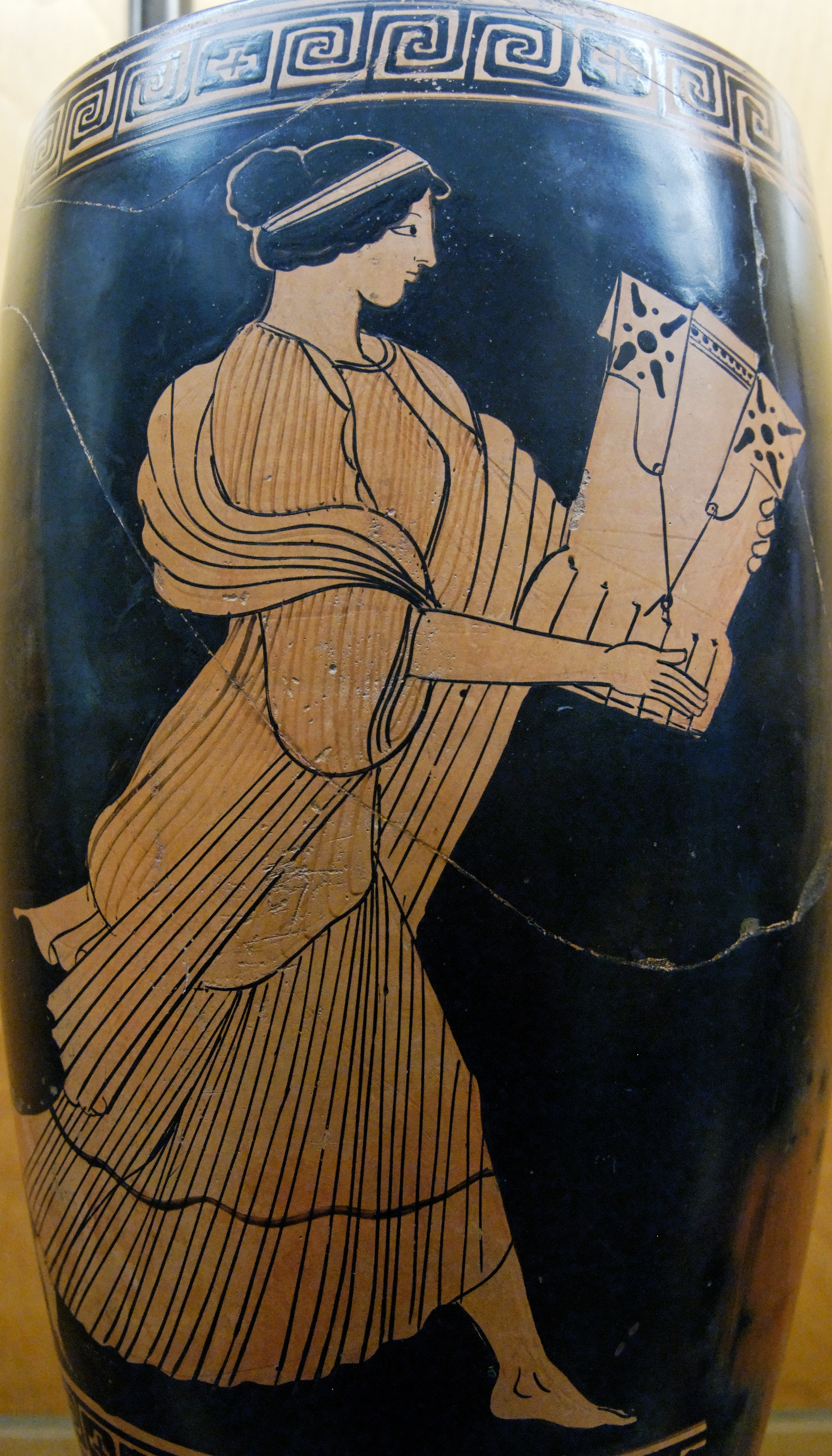
Mujer con coraza. Detalle de lécito, c. 470–460 a. C.
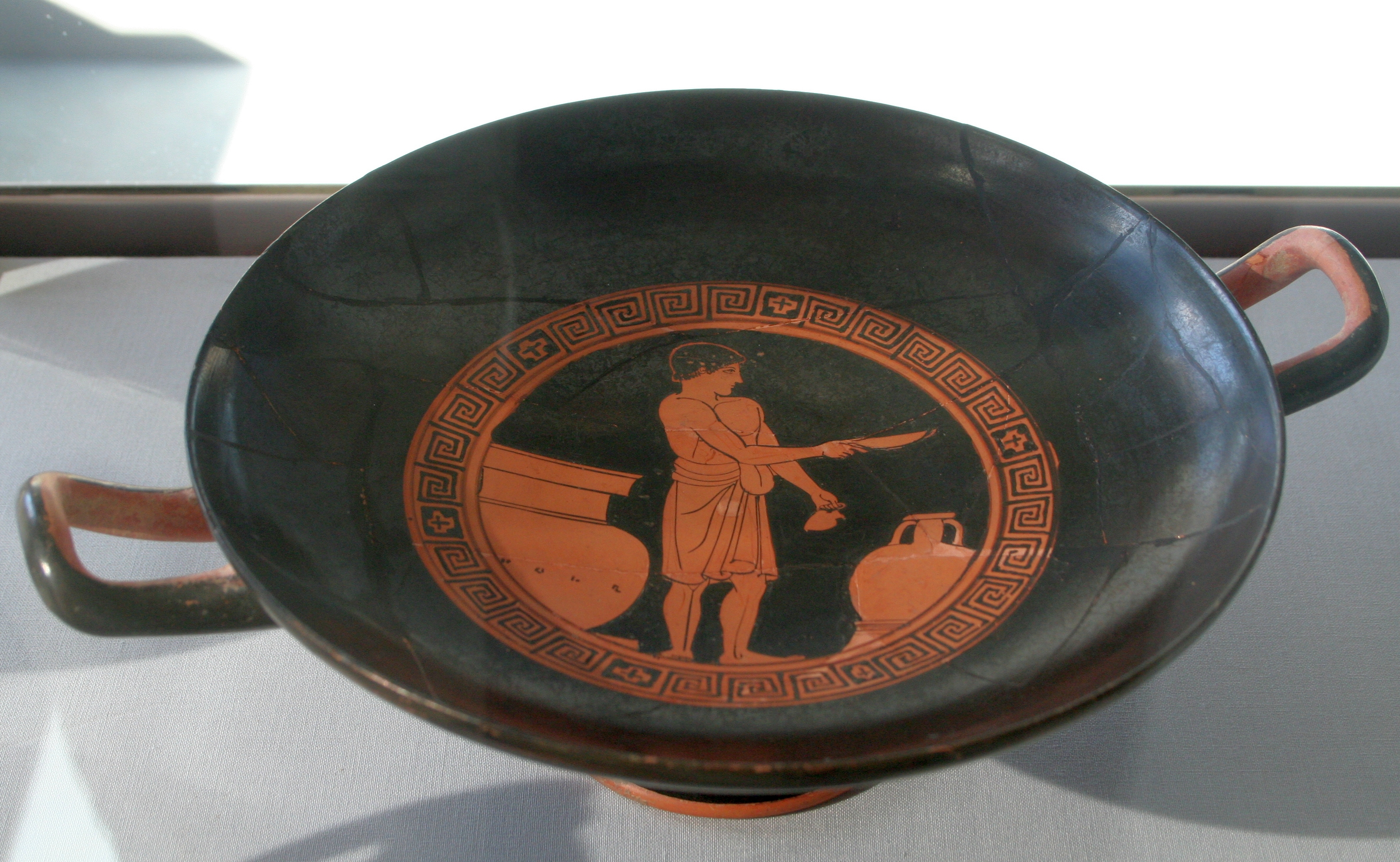
Kílix, c. 470–460 a. C.